# Diomea
Diomea là một chi bướm đêm thuộc họ Erebidae.